# Палеонтологический журнал
Палеонтологический журнал — науковий журнал для публікації оригінальних досліджень в різних галузях палеонтології, по анатомії, морфології і  таксономії викопних організмів, їх еволюції і поширенню, розвитку угруповань і  біосфери, біостратиграфії, а також включаючи історію палеонтологічних досліджень, інформацію про конференції, огляди нових книг.

## Історія
Журнал заснований у Москві на базі Палеонтологічного інституту РАН у липні 1959 року і виходить російською і англійською мовами (Paleontological Journal, переклад видавництва MAIK «Nauka/Interperiodica», видається в США компанією Pleiades Publishing, Inc).. У рік видається 6 номерів.
Коефіцієнт впливовості (імпакт-фактор) дорівнює 0.591 (2010, ISI Journal Citation Reports® Ranking Thomson Reuters).

## Ресурси Інтернету
- Рефераты статей «Палеонтологического журнала»(рос.) (maikonline.com)
- Рефераты статей «Палеонтологического журнала»[недоступне посилання з листопадаа 2019](англ.) (springerlink.com)
- Страница «Палеонтологического журнала»[недоступне посилання з грудня 2021] на сайте www.springerlink.com (англ.)
- Страница «Палеонтологического журнала» на сайте MAIK Nauka/Interperiodica (рос.)